# 1900er
Portal Geschichte | Portal Biografien | Aktuelle Ereignisse | Jahreskalender | Tagesartikel

◄ |
19. Jh. |
20. Jahrhundert
| 21. Jh.

◄ |
1870er |
1880er |
1890er |
1900er
| 1910er | 1920er | 1930er | ►

1900 |
1901 |
1902 |
1903 |
1904 |
1905 |
1906 |
1907 |
1908 |
1909
Die 1900er-Jahre begannen am 1. Januar 1900 und endeten mit dem 31. Dezember 1909. Das Jahrzehnt begann am Ende des 19. Jahrhunderts und zählt zugleich für die Jahre ab 1901 als erstes Jahrzehnt des 20. Jahrhunderts.
Prägend für den Beginn des Jahrzehnts war unter anderem der Tod von Königin Victoria, der das Ende des Viktorianischen Zeitalters darstellt. Wie auch eine Welle von Attentaten auf führende Staatsoberhäupter weltweit, darunter die Ermordung von US-Präsident McKinley, die seinen damaligen Vizepräsidenten Theodore Roosevelt ins Amt nachrücken ließ. Während seiner Präsidentschaft kam es zum Bau des Panamakanals.
Auf wissenschaftlicher wie auch gesellschaftlicher Ebene prägten revolutionierend die Gebrüder Wright mit ihren ersten gesteuerten Motorflug die Luftfahrt.

## Ereignisse

Zeitgenössische Karikatur zum Boxeraufstand

Gründung des Staates Australien.

- 1900: Im Deutschen Reich tritt das Bürgerliche Gesetzbuch (BGB) in Kraft.
- 1900: König Umberto I. von Italien wird bei einem Attentat des Anarchisten Gaetano Bresci in Monza getötet, ihm folgt Viktor Emanuel III. auf dem Thron.
- 1900: Boxeraufstand in China.
- 1901: Mit dem Tod der britischen Monarchin Victoria endet das Viktorianische Zeitalter
- 1901: Der Anarchist Leon Czolgosz verübt auf der Panamerikanischen Ausstellung in Buffalo ein Attentat auf den US-Präsidenten William McKinley, der den Schussverletzungen 8 Tage später erliegt. An diesem Tag wird Theodore Roosevelt zum neuen Präsidenten vereidigt.
- 1901: Die einst voneinander unabhängigen Kolonien – New South Wales, Queensland, South Australia, Tasmanien, Victoria und Western Australia – formierten sich zum Commonwealth of Australia. Erste Hauptstadt Australiens wurde Melbourne.
- 1902: Die erste Strecke der Berliner U-Bahn zwischen Warschauer Brücke und Nollendorfplatz wird eröffnet. Es ist die erste U-Bahn-Strecke Deutschlands.
- 1902: Kuba erlangt mit dem Amtsantritt des am 31. Dezember auf Druck der USA ohne Gegenkandidaten gewählten Tomás Estrada Palma die formale Unabhängigkeit von den USA. Die Souveränität des Landes ist bis 1934 durch das Platt Amendment eingeschränkt.
- 1903: In Kischinew/Russland kommt es zu dreitägigen Massenpogromen von russischen Christen gegen Juden, bei denen die Polizeikräfte nicht eingreifen. Nach internationalen Protesten erklärt das russische Innenministerium die Judenverfolgung mit deren sozialistischen Aufruhr gegen Zar Nikolaus II. Journalisten vermuten eher eine Sündenbock-Politik angesichts der Wirtschaftsmisere, der weitverbreiteten Armut und wachsenden Arbeiterunruhen.
- 1903: Der serbische König Alexander I. und seine Gattin Draga werden von serbischen Offizieren im Königspalast ermordet. Peter I. wird neuer König von Serbien.
- 1903: Sechs Frauen um Emmeline und Christabel Pankhurst gründen in Manchester die Women’s Social and Political Union, eine Frauenstimmrechtsvereinigung. Sie sind die ersten, die den Beinamen Suffragetten bekommen werden.
- 1903: Die USA pachten von Kuba für 99 Jahre die Bucht von Guantánamo als Marinestützpunkt. Die jährliche Pacht beträgt 2000 US-Dollar.
- 1903/1904: Britischer Tibetfeldzug.

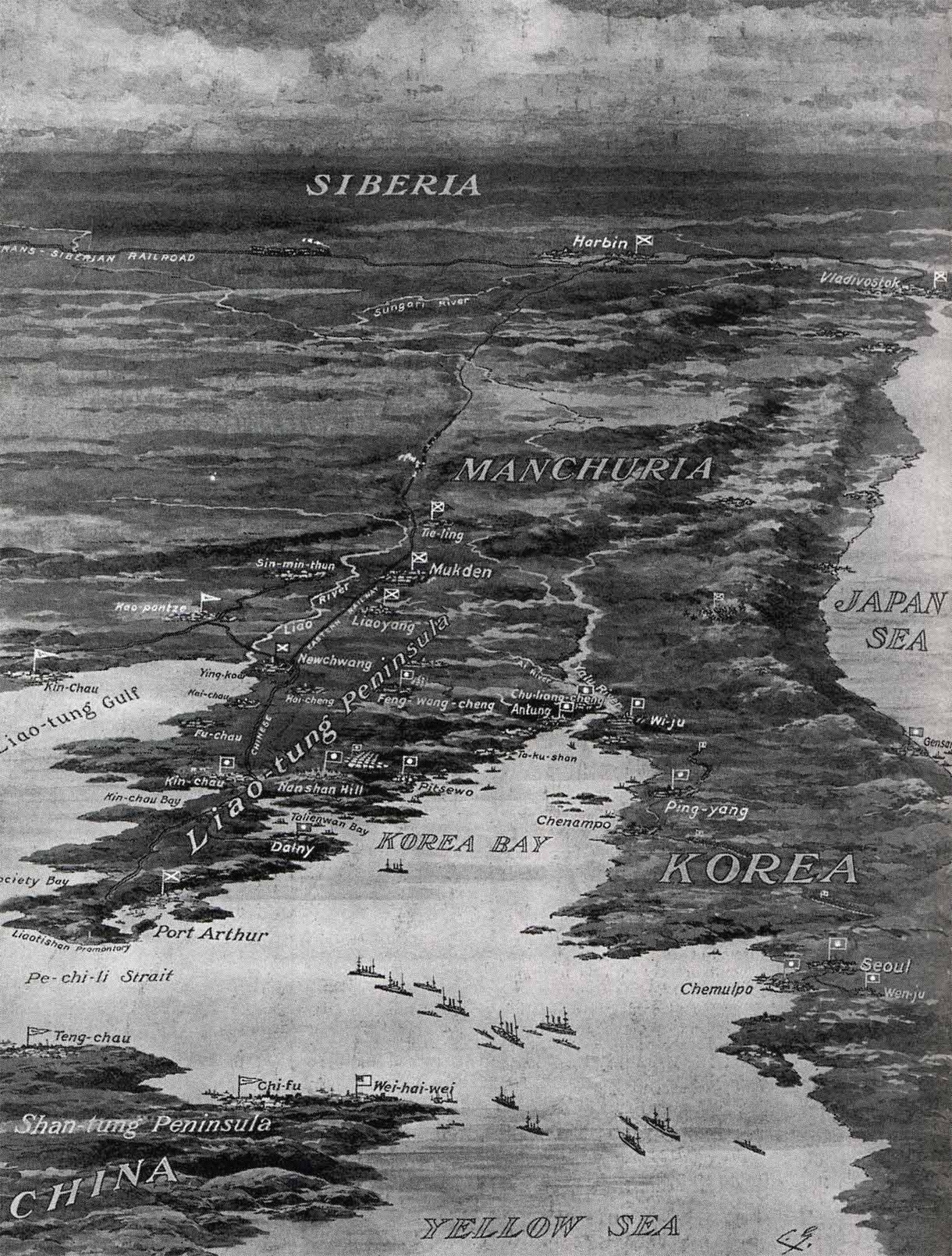
Schlachtfelder des Russisch-Japanischen Krieges

- 1904/1905: Mit einem Überraschungsangriff Japans auf Port Arthur beginnt der als Russisch-Japanischer Krieg bezeichnete Konflikt, der nach einer Reihe verlustreicher Schlachten im Herbst 1905 mit der Niederlage der russischen Seite endete.
- 1904 bis 1908: In Deutsch-Südwestafrika kommt es zum Aufstand der Herero und Nama. Im Verlauf des Kolonialkriegs erlässt der deutsche General von Trotha seinen berüchtigten Schießbefehl „Aufruf an das Volk der Herero“.
- 1904: Bildung der Entente cordiale zwischen Großbritannien und Frankreich. 1907 lehnt das Vereinigte Königreich Vorschläge zu einem Tunnelbau unter dem Ärmelkanal ab, da es trotz der Entente cordiale eine französische Invasion fürchtet.
- 1904: Das Kinderschutzgesetz tritt in Deutschland in Kraft. Es verbietet die Arbeit von Kindern unter 12 Jahren in allen gewerblichen Betrieben. 1906 wird allerdings die Arbeit von Kindern unter 10 Jahren in Familienbetrieben erlaubt.
- 1904: Präsidentschaftswahl in den Vereinigten Staaten 1904: Wiederwahl von Theodore Roosevelt zum Präsidenten der USA (und 1905 vereidigt). Kurz danach legt er mit seiner Rede vor dem Kongress mit der Roosevelt-Corollary, seinem Zusatz zur Monroe-Doktrin, den Grundstein für eine expansionistischere Außenpolitik der Vereinigten Staaten.
- 1905: Der Petersburger Blutsonntag führt zur Russischen Revolution 1905 und zur Einberufung der ersten Duma.
- 1905 bis 1906: Erste Marokkokrise.
- 1906: Persische Revolution.
- 1906: Das Erdbeben von 1906 und das daran anschließende Feuer machen die Stadt San Francisco dem Erdboden gleich.
- 1906: Wilhelm Voigt besetzt das Rathaus von Köpenick.
- 1906: Maximilian Harden löst mit einem Zeitungsartikel, in dem er andeutungsweise mehrere Personen im Umfeld des Kaisers der Homosexualität bezichtigt, die Eulenburg-Affäre aus.
- 1906: In Frankreich tritt das am 8. Dezember 1905 verabschiedete Gesetz über die Trennung von Kirche und Staat in Kraft.
- 1907: Erstmals allgemeines Männerwahlrecht bei der Reichsratswahl in Österreich-Ungarn.
- 1907: Bei der Hottentottenwahl zum 12. Deutschen Reichstag verliert die SPD fast die Hälfte ihrer Mandate.
- 1907: Das Gesetz betreffend das Urheberrecht an Werken der bildenden Künste und der Photographie wird im Deutschen Kaiserreich erlassen. Seine heutige Bedeutung liegt vorwiegend in seinen Regelungen über das Recht am eigenen Bild.
- 1907: In London demonstrieren 3.000 britische Suffragetten für die Einführung des Stimmrechts für Frauen, an ihrer Spitze Lady Frances Balfour und Lady Millicent Garrett Fawcett.
- 1907: Bauernaufstand in Rumänien 1907.
- 1907: Thronwechsel in Schweden. Auf Oskar II. folgt sein Sohn Gustav V.

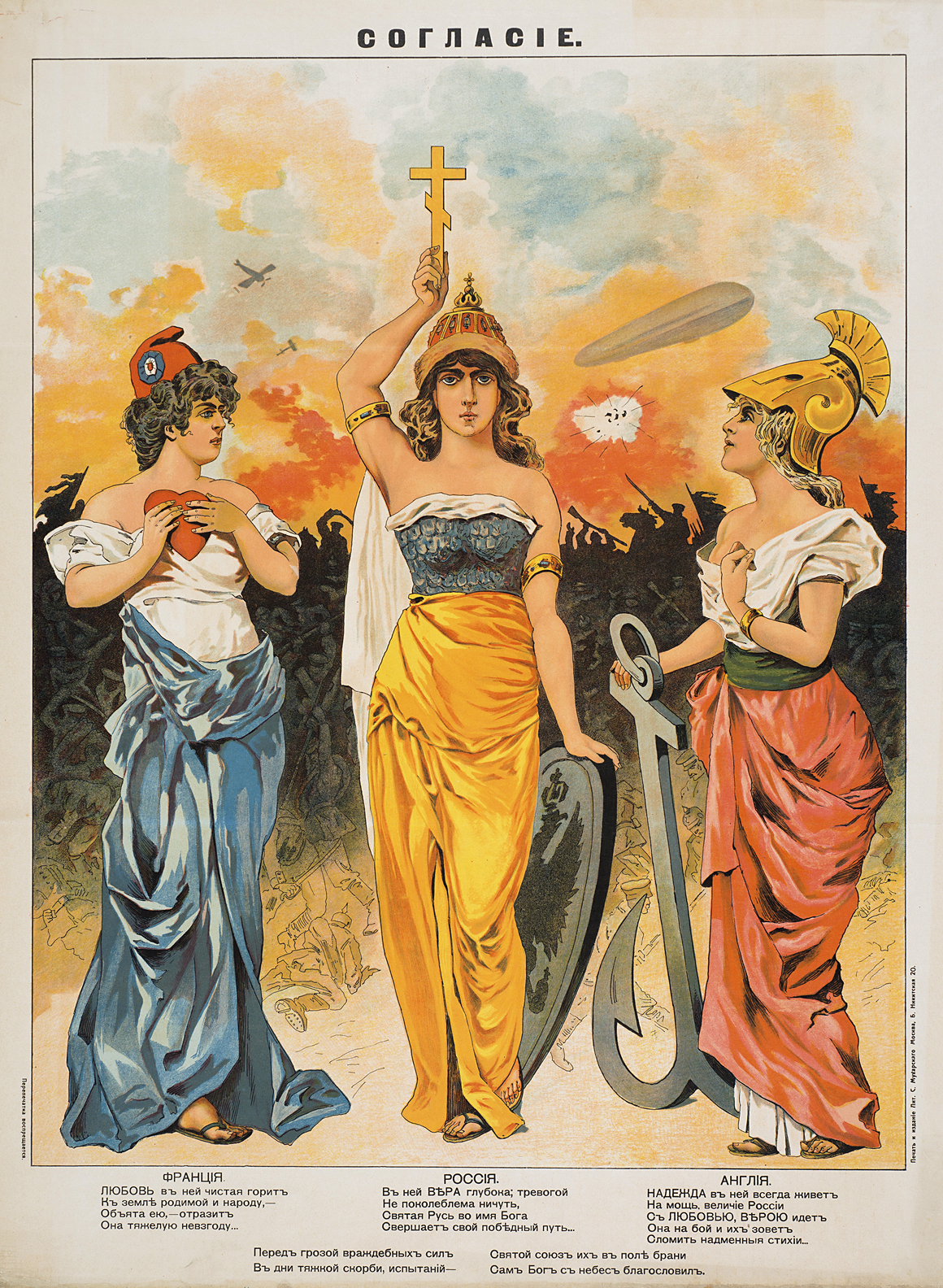
Triple Entente: Personifikationen Russlands (Mitte), Frankreichs (links) und Großbritanniens (rechts) auf einem russischen Poster, 1914.

- 1907: Die Entente cordiale wird durch Russland zur Triple Entente erweitert.
- 1907: Im Vertrag von Sankt Petersburg stimmen das Vereinigte Königreich und Russland ihre Interessensphären in Zentralasien ab. Persien wird in drei Zonen aufgeteilt. Afghanistan wird zur britischen Einflusszone. Tibet wird in der Anglo-Russischen Konvention (1907) zur neutralen Zone erklärt. Die Ansprüche Chinas werden anerkannt.
- 1908: Jungtürkische Revolution.
- 1908: Bosnische Annexionskrise: Österreich-Ungarn annektiert Bosnien und Herzegowina, was zu einer europäischen Krise führt.
- 1908: In Sibirien kommt es zum Tunguska-Ereignis.
- 1908: Der zweijährige Puyi wird in Peking zum chinesischen Kaiser gekrönt.
- 1908: Der portugiesische König Karl I. und sein Sohn, Kronprinz Ludwig Philipp, werden in Lissabon erschossen. Neuer König wird Ludwig Philipps jüngerer Bruder Manuel II.
- 1908: Tweedmouth-Affäre.
- 1908: Ein Interview mit Kaiser Wilhelm II. löst die Daily-Telegraph-Affäre aus.
- 1909: Gründung von Tel Aviv (Grundsteinlegung 11. April), der ersten modernen jüdischen Stadt auf dem Gebiet des späteren Staates Israel.
- 1909: Die Jungtürken stürzen im Osmanischen Reich Sultan Abdülhamid II., der im Amt von seinem Bruder Mehmed V. abgelöst wird.
- 1909: William Howard Taft wird als 27. US-Präsident in sein Amt eingeführt. Er löst Theodore Roosevelt ab.

## Kulturgeschichte

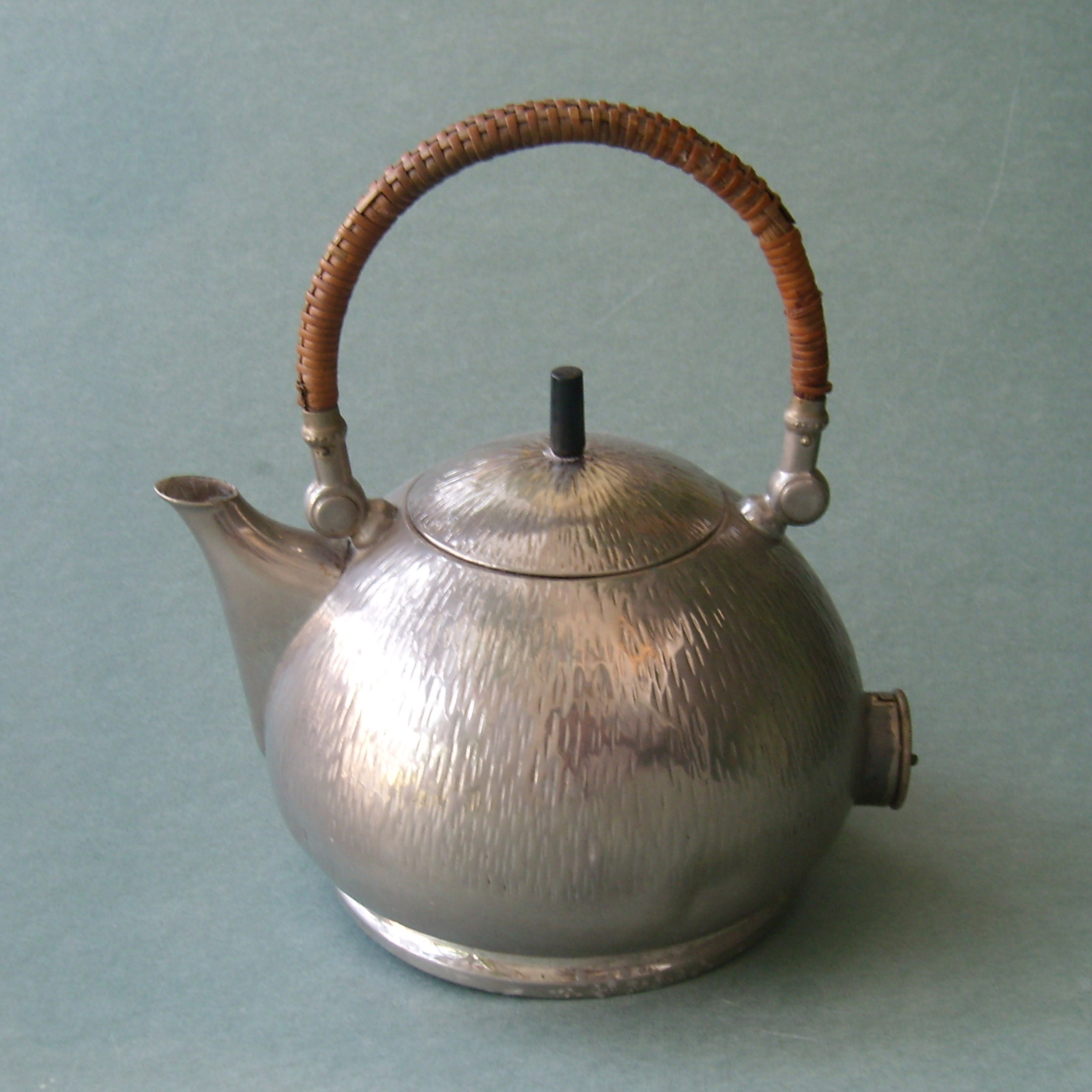
Elektrifizierung des Haushalts: Wasserkessel entworfen von Peter Behrens für die AEG, 1909

### Wissenschaft und Technik
- 1900: Per Erlass werden im Großherzogtum Baden als erstem deutschen Land Frauen uneingeschränkt zum Hochschulstudium zugelassen.
- 1901: Sigmund Freud publiziert seine Arbeit Zur Psychopathologie des Alltagslebens, auf die sich die Redewendung Freudscher Versprecher zurückführen lässt.
- 1901: Der britische Gouverneur Henry Hamilton Johnston präsentiert Wissenschaftlern Schädelknochen und das Fell eines Okapis. Das in Zentralafrika neu entdeckte Tier gilt als wissenschaftliche Sensation und war bis dahin nur den Pygmäen bekannt.
- 1902: Im Roten Rathaus in Berlin entsteht die erste Volkshochschule im Deutschen Reich.
- 1902: Willis Haviland Carrier entwickelt die erste moderne Klimaanlage.
- 1902: Mit der Blickensderfer Electric erscheint die erste elektrische Schreibmaschine, eine Konstruktion des gebürtigen Deutschen George Blickensderfer. Diese konnte sich jedoch nicht auf dem Markt durchsetzen, obwohl die Technik der Konkurrenz um Jahrzehnte voraus war.
- 1903: In Frankfurt am Main wird der Bund Deutscher Architekten (BDA) gegründet.
- 1904: Argentinien erhält auf Laurie Island ein im Vorjahr von einer britischen Antarktisexpedition erbautes Gebäude. Das Land richtet die seither ständig bewohnte Orcadas-Station ein, die erste der Forschungsstationen in der Antarktis.
- 1904: Erstes Farbfoto auf der Titelseite der Zeitung Daily Illustrated Mirror.
- 1904: Die Gebrüdern Auguste und Louis Lumière entwickeln in Lyon das Autochromverfahren.
- 1905: Henry Fairfield Osborn beschreibt und benennt den Dinosaurier Tyrannosaurus rex.
- 1905: Auf der Baleareninsel Mallorca wird das Tropfsteinhöhlensystem Coves dels Hams entdeckt.
- 1905: In Boulogne-sur-Mer (Frankreich) beginnt der 1. Esperanto-Weltkongress.
- 1906: In der Kieler Krupp Germaniawerft läuft mit U 1 das erste deutsche U-Boot vom Stapel.
- 1906: Der britische Wetterdienst startet die Version einer Skala zur Klassifikation von Winden nach ihrer Geschwindigkeit mit 13 Stufen (inkl. 0), die als Beaufortskala bekannt wird.
- 1907: In Frankreich kommen erstmals Farbfotos der Brüder Louis Jean und Auguste Lumière an die Öffentlichkeit.
- 1908 Melitta Bentz meldet das Patent für Rundfilter mit vorgefertigtem Filterpapier zur Zubereitung von Kaffee an.
- 1908: Für seinen erfundenen handbetriebenen Scheibenwischer für vordere Autoscheiben erhält Prinz Heinrich von Preußen, der Bruder Kaiser Wilhelms II., ein deutsches Patent. Seine Erfindung findet allerdings wenig Verbreitung.
- 1908: Chemieprofessor Fritz Haber beantragt ein Patent auf sein entwickeltes Verfahren zur synthetischen Darstellung von Ammoniak aus den Elementen, das er kurz danach der BASF zur wirtschaftlichen Verwertung überlässt. Es führt nach Entdeckung des Haber-Bosch-Verfahrens zur Produktion von Kunstdünger.
- 1908: Der US-amerikanische Erfinder Frank W. Wood beantragt Patentschutz für eine elektrische Segmentanzeige.
- 1909: Der US-amerikanische Paläontologe Charles Walcott entdeckt im kanadischen British Columbia Fossilien im Burgess-Schiefer. Diese Fossillagerstätte gewährt Einblicke in die Zeit des Kambriums vor etwa 505 Millionen Jahren.
- 1909: Andrija Mohorovičić entdeckt, dass der Erdmantel eine größere Dichte hat als die Erdkruste. Die Grenze zwischen beiden wird nach ihm Mohorovičić-Diskontinuität genannt.

Expeditionen
- 1906: Die Nordwestpassage ist durchfahren. Roald Amundsen trifft mit seiner Crew von sechs Leuten in Nome (Alaska) nach dreijähriger Forschungsfahrt mit dem Schiff Gjøa ein.
- 1909: Der US-Amerikaner Robert Edwin Peary erreicht nach eigenen Angaben als erster Mensch den Nordpol, Angaben, die bis heute immer wieder angezweifelt werden.
- 1909: Im Rahmen der Nimrod-Expedition unter der Leitung von Ernest Shackleton wurde der Pol durch Edgeworth David, Douglas Mawson und Alistair Mackay am 16. Januar 1909 erstmals erreicht (siehe Marsch zum antarktischen magnetischen Pol)

Fortbewegung
- 1900: Wilhelm Maybach konstruiert auf Anregung des österreichischen Kaufmanns und Generalkonsuls Emil Jellinek den Mercedes-Simplex, einen Rennwagen mit einem 35-PS-Vierzylindermotor und zwei Vergasern. Das Fahrzeug, ausgestattet mit Maybachs Erfindungen, dem Bienenwabenkühler und dem Zahnradgetriebe, stellte für damalige Verhältnisse das Auto der Zukunft dar. Jellinek nannte das Modell nach seiner Tochter Mercédès.
- 1903: Die Brüder Wright heben mit dem Wright Flyer zum ersten gesteuerten Motorflug ab.
- 1903: Konstantin Ziolkowski, der Vater der modernen Raumfahrttheorie, veröffentlicht in dem russischen Wissenschaftsmagazin Wissenschaftliche Rundschau unter dem Titel: Erforschung des Weltraums mittels Reaktionsapparaten erstmals die theoretischen Effekte eines Raketenantriebes als Raketengrundgleichung zur Grundlage der heutigen Raumfahrttechnik.
- 1907: Dem Franzosen Paul Cornu glückt mit seinem „fliegenden Fahrrad“ der weltweit erste Flug eines Hubschraubers in einer Höhe von 30 cm über dem Boden und 20 Sekunden Flugdauer.
- 1909: Der Franzose Louis Blériot überquert den Ärmelkanal mit seinem Eindecker Blériot XI als erster Mensch in einem Flugzeug.
- 1909: Nach dem Erstflug am 17. August gewinnt Hans Grade mit seinem Eindecker Libelle, dem ersten wirklich flugfähigen deutschen Motorflugzeug, den Lanz-Preis der Lüfte.
- 1910: Der österreichische Flugpionier Igo Etrich stellt seine Etrich Taube fertig.

Kommunikation
- 1900: Reginald Fessenden führt die erste drahtlose Sprachübertragung durch.
- 1901: Guglielmo Marconi gelang der erste transatlantische Funkempfang eines Signals (Buchstabe S als Morsezeichen) aus Poldhu auf der Halbinsel The Lizard in Cornwall auf dem Signal Hill bei St. John’s in Neufundland.
- 1906: Auf der Internationalen Funkkonferenz in Berlin wird das SOS an Stelle des bisherigen CQD zum internationalen Notrufsignal erklärt.
- 1906: Erste Radio-Übertragung durch den Kanadier Reginald Fessenden.

Medizin
- 1900: Das Bakterium Pseudomonas aeruginosa wird vom deutschen Botaniker Walter Migula erstmals beschrieben. Es ist auch in der heutigen Zeit klinisch bedeutsam, da es Resistenzen gegenüber Antibiotika aufweist.
- 1905: Fritz Schaudinn entdeckt zusammen mit Erich Hoffmann bei Forschungen am Berliner Klinikum Charité den Syphilis-Erreger Spirochaeta pallida.
- 1906: Der Arzt Alois Alzheimer diagnostiziert erstmals an der Patientin Auguste D. die Alzheimer-Krankheit.
- 1909: Der Deutsche Paul Ehrlich wendet die Chemotherapie zum ersten Mal an.

Menschheitsgeschichte
- 1904: Ein niederländischer Torfstecher entdeckt im Bourtanger Moor zwei Moorleichen, die Männer von Weerdinge, aus der Zeit um Christi Geburt.
- 1908: Beim Bau der Donauuferbahn wird in Willendorf (Niederösterreich) die Kalksteinfigur Venus von Willendorf ausgegraben. Die Statuette wird auf die Zeit um 25.000 v. Chr. ins Jungpaläolithikum datiert.

Physik und Mathematik
- 1900: Plancksches Strahlungsgesetz von Max Planck.
- 1902: Patentierung des Tachometers durch Otto Schulze beim Deutschen Patentamt
- 1903: Joseph John Thomson entwickelt das nach ihm benannte Thomsonsche Atommodell (Rosinenkuchen-Modell).
- 1904: Henri Poincaré formuliert die Poincaré-Vermutung.
- 1905: Egon Schweidler entdeckt den ersten nicht-kausalen physikalischen Prozess und erklärt die statistische Natur der Radioaktivität.
- 1905: Albert Einstein veröffentlicht vier bedeutende Arbeiten: eine Erklärung des Photoeffekts (17. März eingereicht), zwei grundlegende Artikel zur Speziellen Relativitätstheorie und über die Brownsche Molekularbewegung, deshalb wird 1905 auch Einsteins annus mirabilis genannt.
- 1908: Der Mathematiker Hermann Minkowski hält in Köln einen Aufsehen erregenden Vortrag über Raum und Zeit. Die Raumzeit gewinnt Konturen.
- 1909: Ernest Rutherford charakterisiert die Alpha-, Beta- und Gammastrahlung.

### Sport

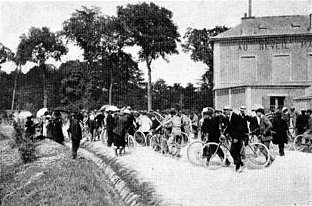
Das Café Le Réveil-Matin, Startort der Tour de France

Gründung internationaler Sportverbände
Union Cycliste Internationale, 1900.
Fédération Internationale de Football Association, 1904.
Internationalen Ice Hockey Federation, 1908.
Fédération Internationale de Natation Amateur, 1908.

- II. Olympische Sommerspiele in Paris 1900; 14. Mai 1900 bis 28. Oktober 1900.
- III. Olympische Sommerspiele in St. Louis 1904; 1. Juli 1904 bis 23. November 1904.
- IV. Olympische Sommerspiele in London 1908; 27. April 1908 bis 31. Oktober 1908.
- Gründung mehrerer bedeutender Sport- und Fußballvereine. Darunter Lazio Rom, FC Bayern München, Ajax Amsterdam, Borussia Mönchengladbach, River Plate, Real Madrid, Atlético Madrid, FC Carl Zeiss Jena, Westfalia Schalke (späterer Name: FC Schalke 04), Bayer 04 Leverkusen, Botafogo FR, IFK Göteborg, CA Independiente, FC Chelsea, Galatasaray Istanbul, FC Sevilla, Sporting Lissabon, Fenerbahçe Istanbul, Panathinaikos Athen, Inter Mailand, RSC Anderlecht, Feyenoord Rotterdam, SC Internacional und Borussia Dortmund. Der Fußballclub Manchester United entsteht durch Umbenennung, nachdem einige Geschäftsleute um den neuen Clubpräsidenten John Henry Davies durch eine Finanzspritze den Bankrott des bestehenden Newton Heath F. C. abwenden.
- 1900: In Leipzig wird der Deutsche Fußball-Bund gegründet.
- 1900: Der 20-jährige US-amerikanische Tennisspieler Dwight Filley Davis stiftet den nach ihm benannten Davis Cup. Erster Gewinner des Davis Cups werden die USA mit einem 3:0-Sieg über Großbritannien.
- 1900: Die Radsportverbände von Belgien, Frankreich, Italien, der Schweiz und der USA gründen in Paris den Weltverband Union Cycliste Internationale (UCI).
- 1900: In Kassel wird der Deutsche Rugby-Verband gegründet.
- Am 1. Juli 1903 um 15:16 Uhr begann die erste Tour de France an der ehemaligen „Auberge Reveil-Matin“ in Montgeron bei Paris. Es war das erste echte Etappenrennen in der Geschichte des Radsports.
- 1902: Der Deutsche Tennisbund wird in Berlin gegründet.
- 1902: Das erste offizielle Länderspiel zweier nicht-britischer Auswahlmannschaften und zugleich das erste Länderspiel außerhalb Europas: In Montevideo trafen Uruguay und Argentinien aufeinander. Die besondere Lage in Südamerika mit wenigen Gegnern führte in der Folge dazu, dass dies die häufigste Begegnung auf Länderebene ist. Im selben Jahr folgte dann das erste offizielle Länderspiel zweier nicht-britischer europäischer Auswahlmannschaften: Das Spiel zwischen einem österreichischen und einem ungarischen Team in Wien endete 5:0, Jan Studnicka steuerte drei Tore bei – die Begegnung zwischen einer österreichischen und einer Schweizer Auswahl vom 8. April 1901 gilt als nicht-offiziell.
- 1903: Auf der Exerzierweide in Altona findet das erste Endspiel um die deutsche Fußballmeisterschaft statt. Der VfB Leipzig besiegt den DFC Prag mit 7:2 und erhält den Victoria-Pokal
- 1903: Start der ersten modernen Baseball-World Series.
- 1904: In Paris wird der Weltfußballverband FIFA von den Fußballverbänden folgender Länder gegründet: Belgien, Dänemark, Frankreich, Niederlande, Schweden, Schweiz und Spanien.
- 1904: In Paris wird der Motorradweltverband, die Fédération Internationale de Motocyclisme, gegründet.
- 1905: Der internationale Luftsportverband Fédération Aéronautique Internationale (FAI) wird in Paris gegründet.
- 1905: Die Gründung des Deutschen Skiverbands wird in München beschlossen.
- 1905: In Mill Valley, Kalifornien, wird das erste Dipsea Race durchgeführt.
- 1906: Die Grand-Prix-Saison 1906 war mit dem ersten Grand Prix von Frankreich der Beginn der Geschichte der Großen Preise.
- 1907: In Peking starten fünf Wagen zum längsten Automobilrennen aller Zeiten, der Fahrt von Peking nach Paris. Die 12.000 km lange Route führt durch die Wüste Gobi, vorbei am Baikalsee, durch Sibirien, über den Ural und über Moskau nach Paris. Das italienische Team um Prinz Scipione Borghese wird als Sieger gefeiert. Das zweite, vom Holländer Charles Goddard gesteuerte, Kraftfahrzeug trifft am 30. August ein, die anderen kommen nicht ans Ziel.
- 1908: Erstes Länderspiel der deutschen Fußballnationalmannschaft.
- 1908: Gründung der Internationalen Ice Hockey Federation (IIHF).
- 1908: In London wird von acht nationalen Verbänden der internationale Schwimmverband Fédération Internationale de Natation Amateur (FINA) gegründet.
- 1909: In Mailand wird der erste Giro d’Italia gestartet, den später nach acht zurückgelegten Etappen Luigi Ganna gewinnt.
- 1909: Das erste Sechstagerennen des Radsports in Europa findet in den Berliner Ausstellungshallen am Zoo statt.
- 1909: Gründung der Sportlichen Vereinigung OSRAM e. V. in Berlin, gilt als erste Betriebssportgruppe Deutschlands.
- 1909: Bei der durch den Sturz des Schrittmachers Werner Krüger ausgelösten Rennbahnkatastrophe von Berlin auf der Berliner Radrennbahn „Botanischer Garten“ kommen neun Zuschauer ums Leben und über 40 Menschen werden schwer verletzt. Damit ist dieses Unglück das schlimmste, das in Deutschland jemals im Radsport geschehen ist.
- 1909: In der französischen Hauptstadt wird das Stade de Paris eröffnet.
- 1909: Die weltweit erste Freiluftkunsteisbahn wird in Österreich als Eislaufplatz Engelmann im Wiener Stadtteil Hernals eröffnet. Das Eishockey in Wien erhält damit einen starken Aufschwung. Die Anlage hat der sportlich aktive Ingenieur Eduard Engelmann junior konstruiert. Sie wird später Spielstätte des EK Engelmann Wien.
- 1909: Gründung des Deutschen Hockey-Bundes (DHB).
- 1909: Erster Bundespokal, damals noch Kronprinzenpokal: Der Verband Mitteldeutscher Ballspiel-Vereine gewinnt gegen den Verband Berliner Ballspielvereine mit 3:1.

Gründung nationaler Sportverbände
Deutscher Fußball-Bund, 1900.
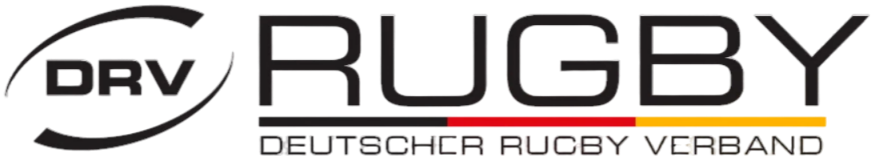
Deutscher Rugby-Verband, 1900.
Deutscher Tennis Bund, 1902.
Deutscher Skiverband, 1905.
Deutscher Hockey-Bund, 1909.

### Bildende Kunst
- Der spanische Maler Pablo Picasso malt 1901 die ersten Bilder der Blauen Periode.
- Aus einer Bewegung innerhalb der französischen Avantgarde entsteht eine Stilrichtung der Malerei: Fauvismus.
- 1905: Gründung des Künstlerbundes Die Brücke, von dem die Entwicklung des Expressionismus ausgeht. Ein Jahr später veranstaltet die expressionistische Künstlervereinigung ihre erste Ausstellung in Dresden. Sie findet beim heimischen Publikum wenig Anklang.
- In der bildenden Kunst entsteht ab etwa 1907 der Kubismus.
- 1907: Gustav Klimt porträtiert die Unternehmersgattin Adele Bloch-Bauer in dem Werk Adele Bloch-Bauer I.
- 1908: Der österreichische Architekt Adolf Loos veröffentlicht seinen Aufsatz Ornament und Verbrechen, in dem eine klare Forderung nach dem Ende des Jugendstils zum Ausdruck kommt.
- 1908: Róbert Berény, Dezső Czigány, Béla Czóbel, Károly Kernstok, Ödön Márffy, Dezső Orbán, Bertalan Pór und Lajos Tihanyi gründen die ungarische Avantgardekünstlergruppe Nyolcak (Die Acht).
- 1909: Gründung der Neuen Künstlervereinigung München.

### Literatur

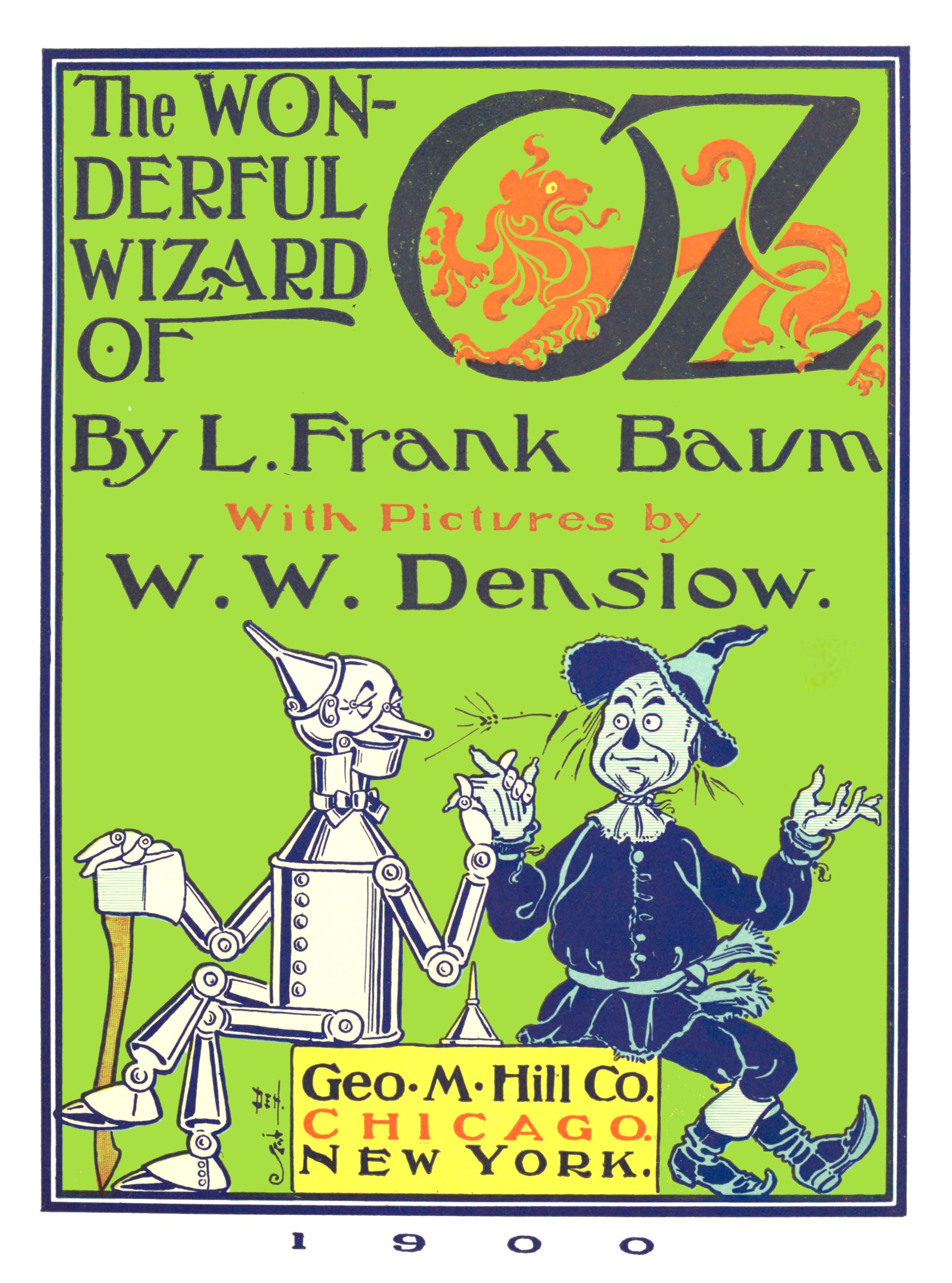
Titelblatt der englischen Originalausgabe

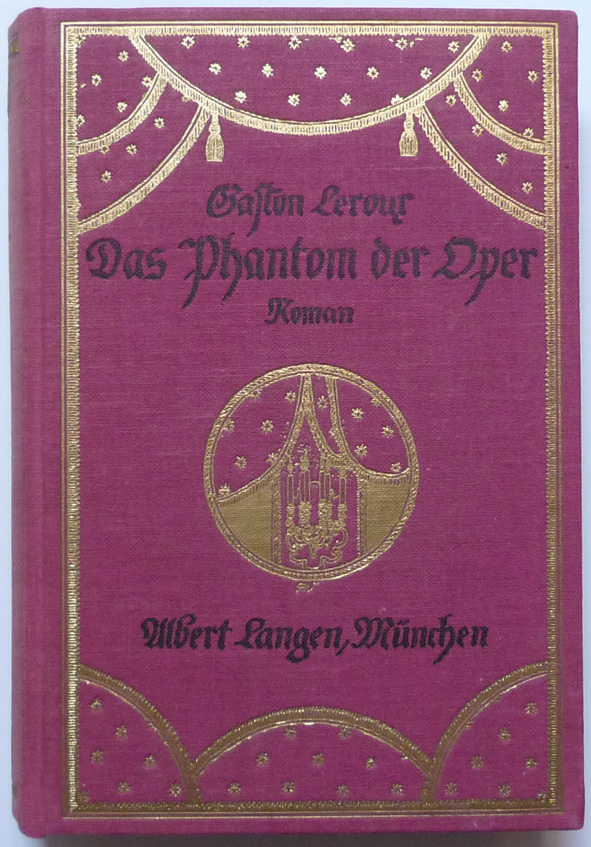
Das Phantom der Oper, Dt. EA 1912, Albert Langen, München

### Theater

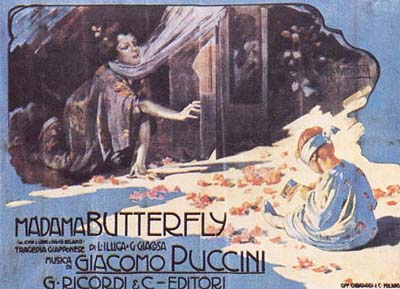
Madama Butterfly, Illustration von Adolfo Hohenstein

- 1904: Die Uraufführung der Oper Madama Butterfly von Giacomo Puccini am Teatro alla Scala in Mailand ist ein Misserfolg und wird ausgepfiffen.
- 1905: Die von Siegfried Jacobsohn gegründete Theaterzeitschrift Die Schaubühne (später Die Weltbühne) erscheint zum ersten Mal.
- 1905: Die lustige Witwe von Franz Lehár, eine Operette in drei Akten mit dem Libretto von Victor Léon und Leo Stein nach Henri Meilhacs Lustspiel L'attaché d'ambassade, wird mit Mizzi Günther und Louis Treumann in den Hauptrollen am Theater an der Wien in Wien uraufgeführt. Das Stück, das als Hauptvertreter der sogenannten „Silbernen Operettenära“ gilt, wird Lehárs erfolgreichste und bekannteste Operette.
- 1907: Uraufführung des Balletts Der sterbende Schwan von Michel Fokine in Sankt Petersburg mit Anna Pawlowa als Primaballerina.

### Musik
- 1903: Die AFMA (Anstalt für musikalische Aufführungsrechte) entsteht, eine Vorgängerorganisation der GEMA.
- 1904: Die Uraufführung der 5. Sinfonie von Gustav Mahler bedeutet die Premiere für neue musikalische Techniken (Polyphonie, Polyrhythmik, Themenschichtung).

### Film

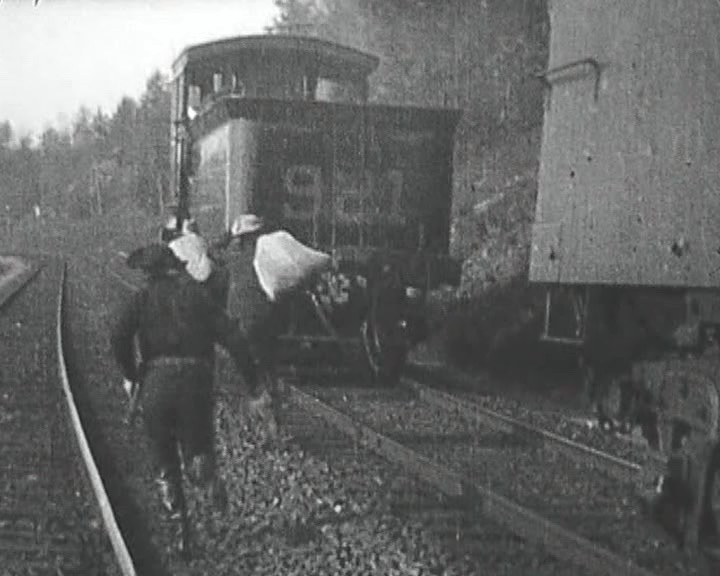
Szene aus The Great Train Robbery

- 1901: Der Film Die Geschichte eines Verbrechens von Ferdinand Zecca gilt als erster Kriminalfilm.
- 1902: Der französische Filmpionier Georges Méliès ebnet mit seinem Film Die Reise zum Mond das Genre Science-Fiction-Film.
- Edwin S. Porter dreht den ersten Western der Filmgeschichte: Der große Eisenbahnraub hat eine Länge von zwölf Minuten. Die Uraufführung erfolgt am 1. Dezember.
- 1907: Das Korsør Biograf Teater in der dänischen Stadt Korsør wird eröffnet. Es ist inzwischen das weltweit älteste noch bespielte Kino.
- 1907: Die Ben-Hur-Verfilmung von Sidney Olcott löst wegen ungeklärter Urheberrechte am Bestseller von Lewis Wallace den ersten Plagiatsprozess der Filmgeschichte aus.

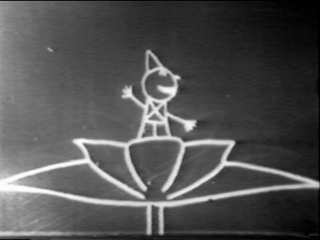
Bild aus Fantasmagorie

- 1908: Der erste bekannte Zeichentrickfilm Fantasmagorie, geschaffen von Émile Cohl, wird im Théâtre du Gymnase in Paris uraufgeführt.
- 1908: Der Stummfilm Die Ermordung des Herzogs von Guise hat seine Uraufführung. Er wird als Meilenstein der Filmgeschichte betrachtet, weil erkennbar wird, dass ein Film an Inszenierung und Schauspiel neue Anforderungen stellt und weil er als erster Film mit einer Originalmusik aufwartet.
- 1908: Monumentalfilm Die letzten Tage von Pompeji von Luigi Maggi und Arturo Ambrosio.
- 1909: Die einsame Villa von David W. Griffith führt die Parallelmontage ein.

### Wirtschaft
- 1900: Die Briefzustellung in Deutschland wird als Monopol der Reichspost anvertraut, die private Beförderung örtlicher Sendungen verboten.
- 1901: Eine riesige Erdölfontäne schießt bei einer Bohrung am Spindletop Hill bei Beaumont in Texas in die Höhe, verdreifacht die US-Erdölförderung über Nacht und lässt die texanischen Mineralölunternehmen (unter anderem Texaco) entstehen.
- 1902: Das deutsche Urheberrechtsgesetz tritt in Kraft.
- 1902: August Thyssen und Hugo Stinnes erwerben mittels eines von ihnen geführten Konsortiums unter Beteiligung der Deutschen Bank, der Dresdner Bank und der Disconto-Gesellschaft die Mehrheit an der RWE.
- 1903: Die US-amerikanischen Automobilfirmen Buick Motor Company und die Ford Motor Company werden gegründet.
- 1903: Das Unternehmen Harley-Davidson wird 1903 in Milwaukee, im Bundesstaat Wisconsin, gegründet.
- 1903: Das Unternehmen Kraft bzw. Kraft Foods wird in Chicago von James Lewis Kraft gegründet.
- 1903: Die Werther'sche Zuckerwarenfabrik wird von August Storck gegründet.
- 1903: In Berlin gründet Emil Rathenau die Allgemeine Electricitäts-Gesellschaft (AEG).
- 1904: Das Bayer-Kreuz wird als deutsches Warenzeichen mit der Nummer 65.777 vermerkt.
- 1904: Der Drogist Max Riese meldet die von ihm erfundene Penaten-Creme beim Reichspatentamt in Berlin an.
- 1904: Der Kapitän Peter Mærsk Møller und sein Sohn Arnold Peter Møller gründen in Svendborg eine Dampfschiffgesellschaft, die A/S Dampskibsselskabet Svendborg, die sich mit der Zeit zum größten dänischen Unternehmen A. P. Møller-Mærsk und einem Global Player im Logistikbereich entwickeln wird.
- 1904: Henry Royce und Charles Rolls treffen in einem Hotel in Manchester zusammen, um per Handschlag den gemeinsamen Automobilvertrieb zu vereinbaren. Der Autohersteller Rolls-Royce Motor Cars entwickelt sich im weiteren Verlauf.
- 1905: Der Bergarbeiterstreik von 1905 war der zweite große Streik der Bergarbeiter im Ruhrbergbau.
- 1905: In der Premier-Mine bei Pretoria wird der bislang größte Rohdiamant gefunden. Er wiegt 3.106 Karat und erhält als Cullinan den Namen des Minenbesitzers.
- 1905: Der Schausteller Carl Krone benennt seine Menagerie als Circus Charles, woraus später der Circus Krone wird.
- 1906: Vincenzo Lancia und sein Freund Claudio Fogolin gründen in Turin den Autohersteller Lancia.
- 1907: An der New York Stock Exchange kommt es zu Aktienverkäufen, die sich im Dow-Jones-Index mit einem Minus von 8,29 Prozent niederschlagen. Die Verunsicherung der Anleger mündet im Herbst in die Panik von 1907.
- 1907: Das Luxus-Warenhaus Kaufhaus des Westens (KaDeWe) wird in Berlin-Schöneberg eröffnet. Im selben Jahr eröffnen in Berlin auch das Hotel Adlon und das Strandbad Wannsee.
- 1907: Das Unternehmen Shell entsteht aus einem Zusammenschluss der N.V. Koninklijke Nederlandse Petroleum Maatschappij (Royal Dutch Petroleum Company), Den Haag, und The „Shell“ Transport and Trading Company p.l.c., London.
- 1907: Henkel bringt das Waschmittel Persil in Deutschland auf den Markt.
- 1908: Das Unternehmen Maggi bringt den Brühwürfel auf den Markt.
- 1908: Toblerone wird erfunden.
- 1908: Die Marke Kaffee Hag wird ins deutsche Markenregister eingetragen.
- 1909: Mit der Gründung der Anglo-Persian Oil Company beginnt die Geschichte der modernen Mineralölindustrie im Nahen Osten.
- 1909: Eugène Schueller gründet die Société française de teinture inoffensives pour cheveux, aus der der Kosmetik-Konzern L’Oréal entsteht.
- 1909: Mit staatlicher Unterstützung gründen Alfred Colsman, Hugo Eckener, Franz Adickes, Wilhelm Marx und andere die erste Fluggesellschaft der Welt: Die Deutsche Luftschiffahrts-Aktiengesellschaft (DELAG) betreibt die von der Luftschiffbau Zeppelin gebauten Verkehrsluftschiffe.
- 1909: In Berlin wird der Hansabund zur Vertretung der Interessen von Handel, Gewerbe und Industrie gegründet.

### Gesellschaft

Weltausstellungen
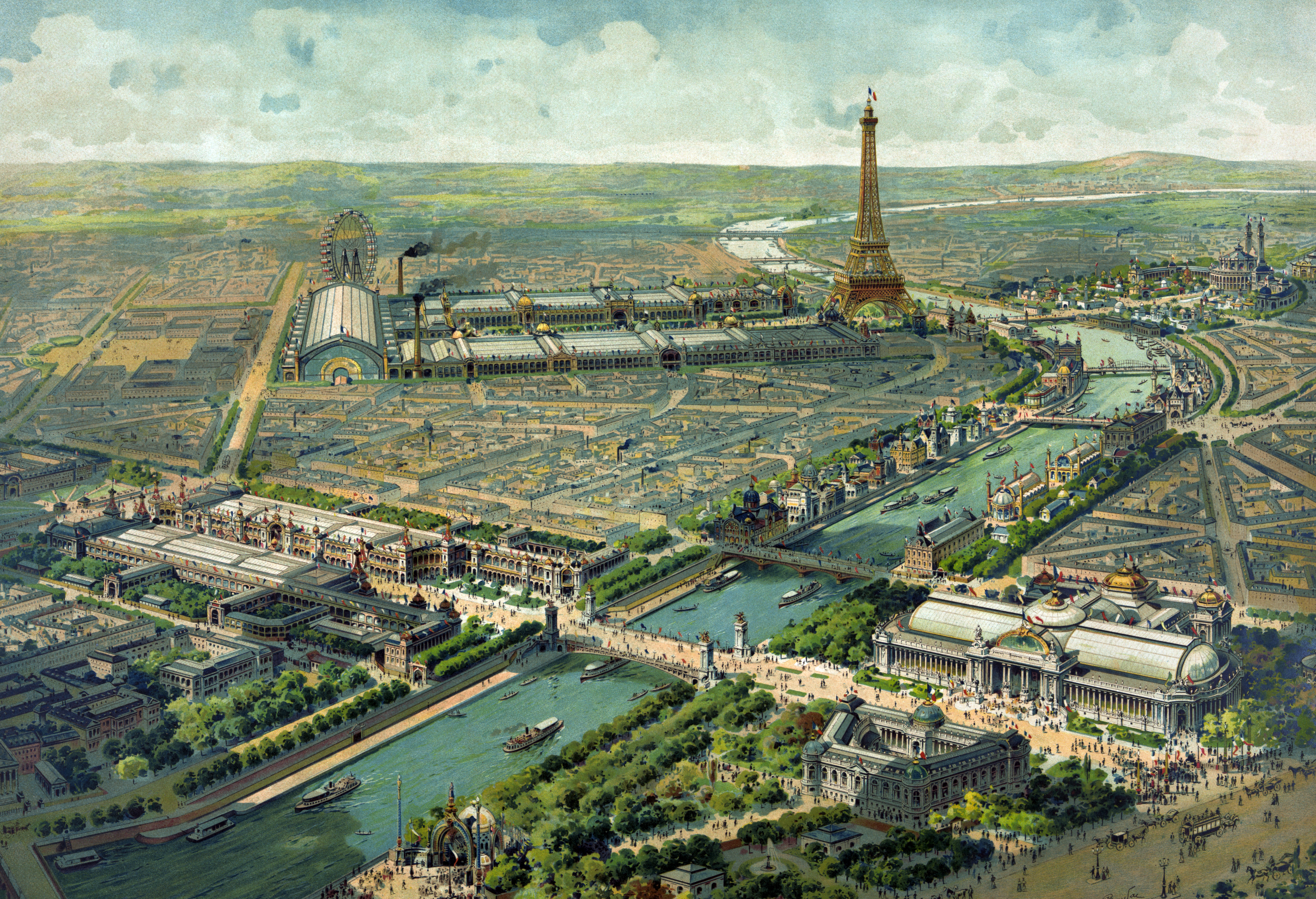
Panoramablick auf die Ausstellungsflächen in Paris, 1900.
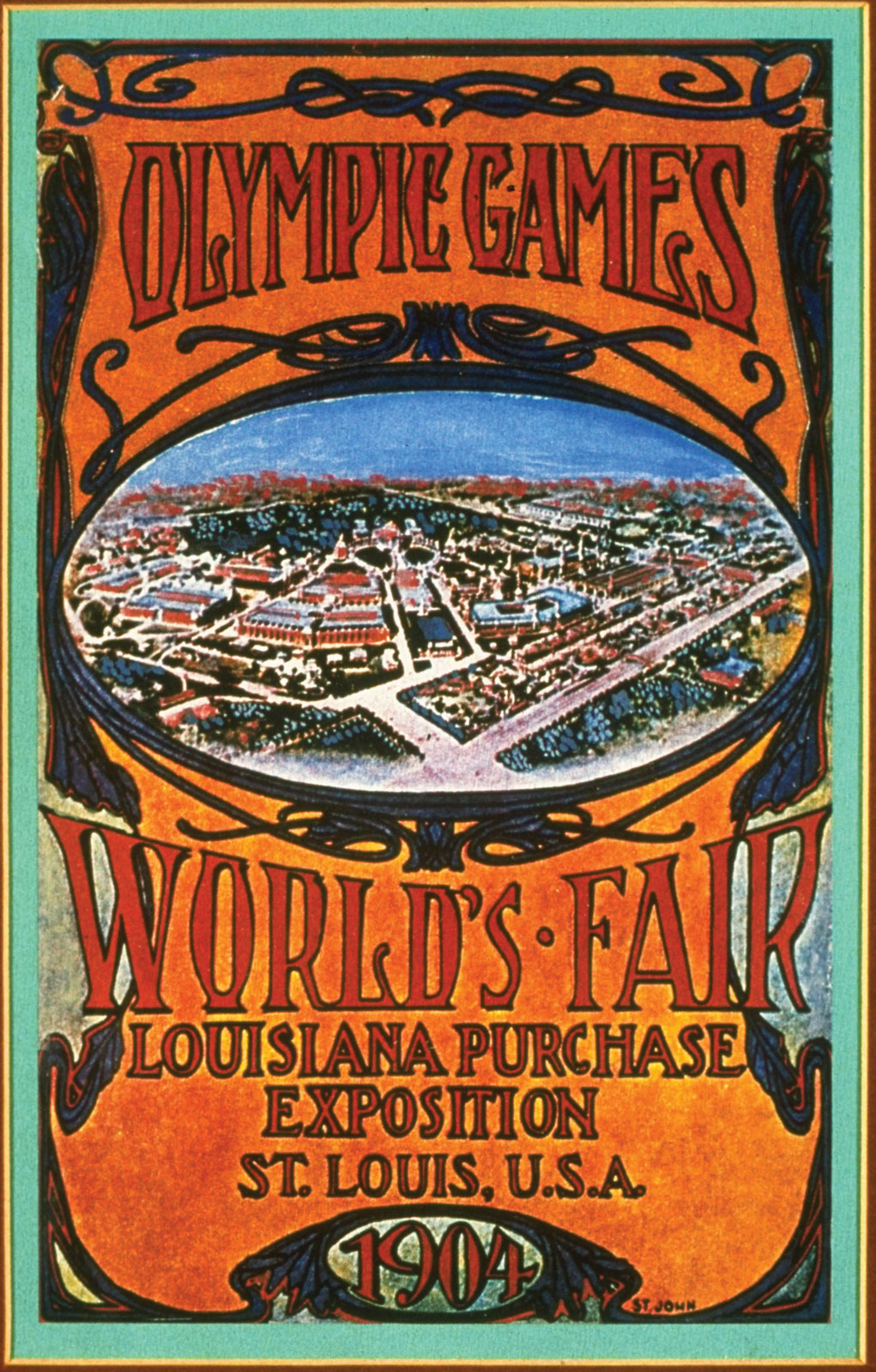
Offizielles Programmheft der Weltausstellung in St. Louis, 1904.
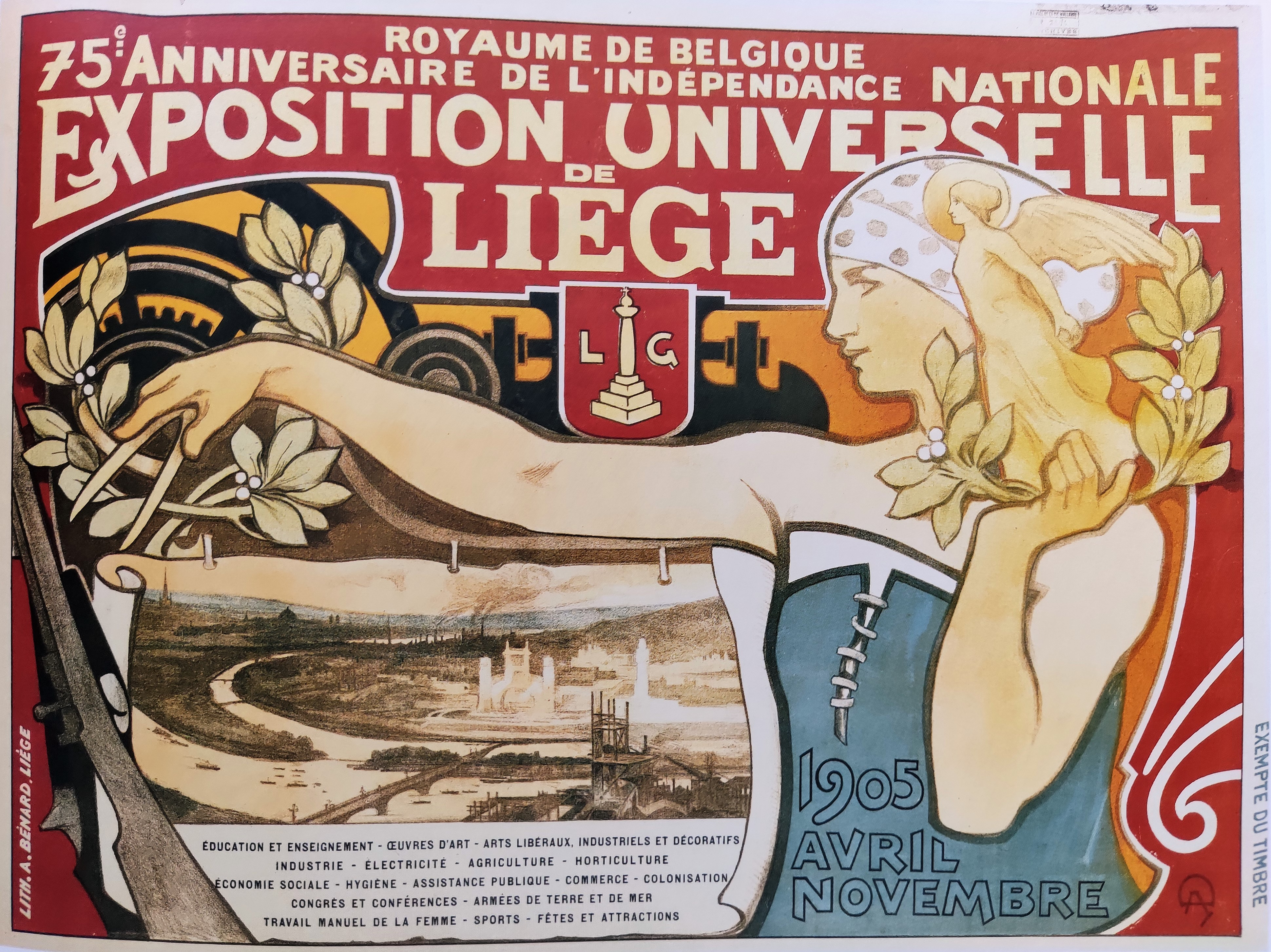
Offizielles Poster der Weltausstellung in Lüttich, 1905.
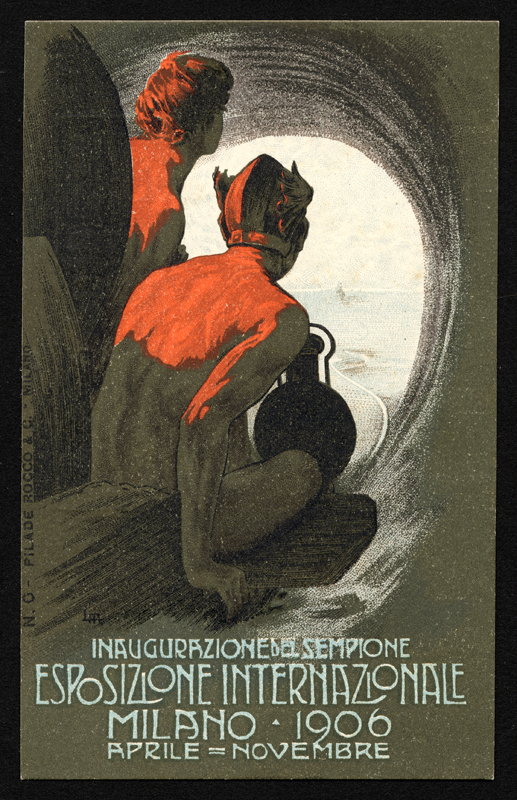
Ausstellungsplakat der Weltausstellung in Mailand, 1906.

- Weltausstellungen in Paris, St. Louis, Lüttich und Mailand. Auf der Pariser Weltausstellung werden viele technische Errungenschaften vorgestellt, die das 20. Jahrhundert prägen werden, darunter der Dieselmotor, der Tonfilm und die Rolltreppe. Zur Ausstellung wird auch die Pariser Metro eröffnet. Zahlreiche neue Lebensmittel sollen während der Weltausstellung in St. Louis erfunden worden sein. Gesichert scheint, dass hier erstmals Speiseeis-Waffeln der Öffentlichkeit präsentiert wurden. Hamburger, Eistee, Zuckerwatte und Erdnussbutter wurden während der Ausstellung einer breiten Öffentlichkeit vorgestellt und dadurch populär. Dr Pepper begann hier den landesweiten Vertrieb seines koffeinhaltigen, kohlensäurehaltigen Erfrischungsgetränks. Als Neuheiten wurden bei der Weltausstellung in Lüttich u. a. ein Kinematograph aus französischer Produktion und eine Schau über die Bedeutung von Fingerabdrücken in der Kriminologie vorgeführt.
- 1900: In den staatlichen Schulen Preußens wird ein neues Schulfach zum Thema „Sexuelle Aufklärung“ eingeführt.

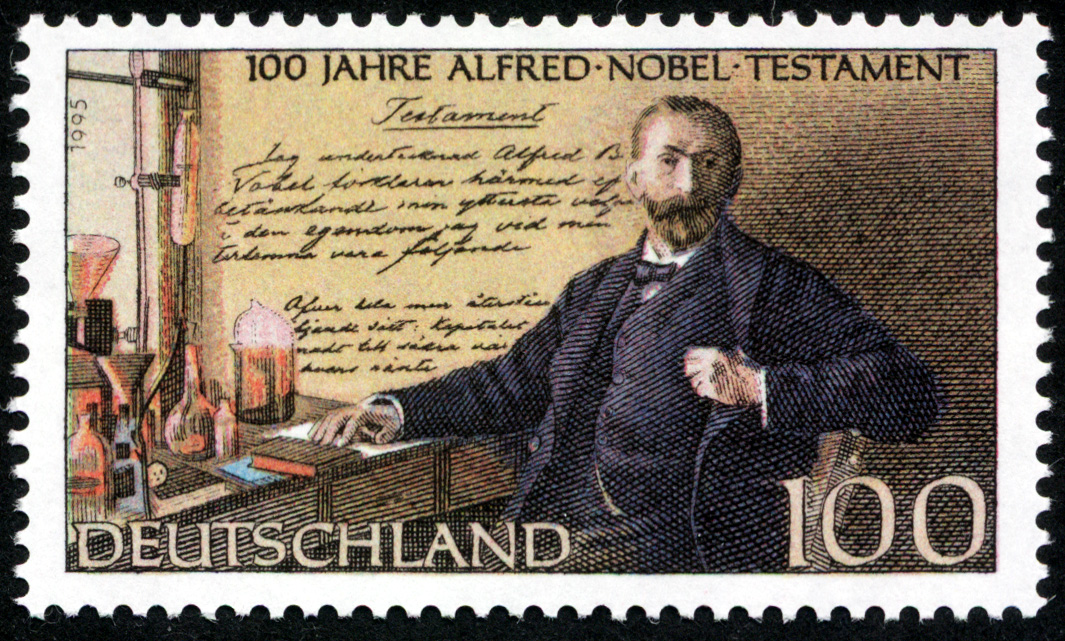
100 Jahre Alfred-Nobel-Testament.

Mensch ärgere dich nicht: Spielfeld für vier Personen.

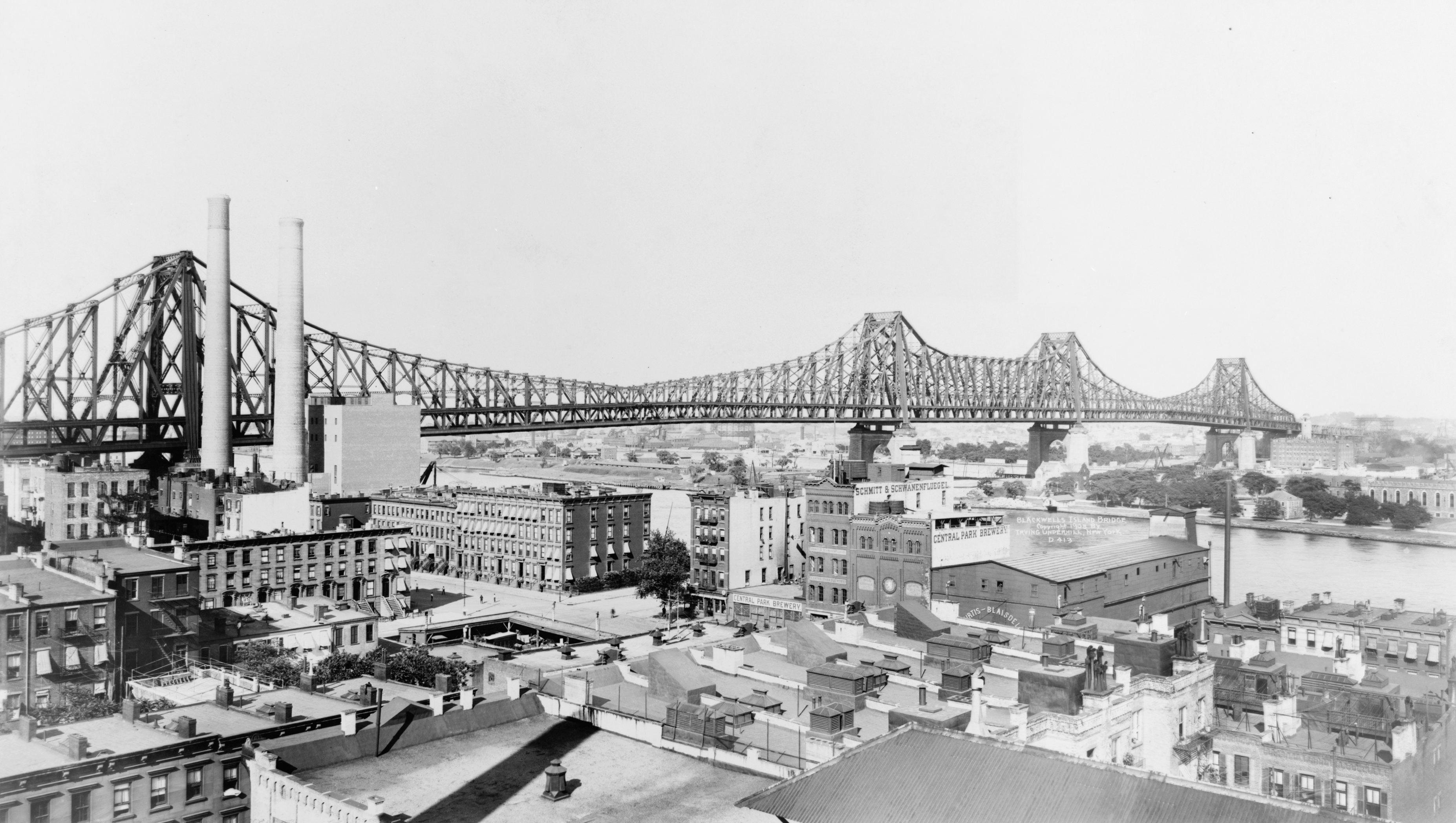
Queensboro Bridge vor ihrer Eröffnung.

- 1901: In Stockholm und Oslo werden erstmals die Nobelpreise verliehen.
- 1901: Auf Madagaskar wird die erste Autostraße der Welt (Länge: 200 km) eingeweiht.
- 1901: Ernst von Wolzogen gründet in Berlin mit dem Überbrettl das erste deutsche Kabarett
- 1901: Der Museumsneubau, der erste Bau des heutigen Pergamonmuseums, wird in Berlin eröffnet.
- 1902: Der Reichstagsabgeordnete Otto Antrick hält mit insgesamt 8 Stunden Dauer die bis heute längste Rede in einem deutschen Parlament. Er verzögert damit die Abstimmung über die Änderung eines Zolltarifgesetzes.
- 1903: Der ADAC wird gegründet.
- 1903: Der Verleger Gerhard Lang hat die Idee für eine erste Vorform eines Adventskalenders. Zeichnerisch umgesetzt wird diese von Richard Ernst Kepler.
- 1903: Die Polizeidirektion Dresden führt in Deutschland die Daktyloskopie zur Verbrechensaufklärung ein. Im selben Jahr wird Henriette Arendt als erste Polizistin Deutschlands beim Stadtpolizeiamt Stuttgart eingestellt.
- 1904: In New York wird nach vier Jahren Bauzeit die U-Bahn offiziell eröffnet.
- 1904: Errichtung der Küstenfunkstelle Elbe-Weser Radio.
- 1904: Der New Yorker Times Square wird erstmals zur Feier des neuen Jahres 1905 verwendet.
- 1905: In der Tageszeitung New York Herald beginnt die Comicreihe Little Nemo, erfunden und gezeichnet von Winsor McCay.
- 1906: Der US-amerikanische Architekt Stanford White wird in einem Eifersuchtsanfall vom Millionär Harry Thaw auf dem Dach des zweiten Madison Square Gardens in New York City erschossen.
- 1907: Maria Montessori, Schöpferin der Montessoripädagogik, eröffnet im römischen Arbeiterviertel San Lorenzo ihr erstes Kinderhaus, die Casa dei Bambini.
- 1907: Diebstahl der im Schloss Dublin Castle verwahrten irischen Kronjuwelen.
- 1907/1908: Josef Friedrich Schmidt entwickelt das auf dem indischen Spiel Pachisi beruhende Gesellschaftsspiel Mensch ärgere Dich nicht.
- 1908: Erste Festnahme eines Straftäters mittels Bildtelegrafie: ein französischer Juwelendieb wird in England dingfest gemacht, nachdem der Daily Mirror ein Fahndungsfoto abgedruckt hat.
- 1908: Die französische Bildhauerin Thérèse Peltier fliegt in Turin als erste Frau in einem Flugzeug mit.
- 1909: Die Queensboro Bridge zwischen Queens und Manhattan wird eröffnet.
- 1909: Das Passagierschiff Republic gerät nach einer Kollision im Nebel mit einem anderen Schiff in Seenot und setzt den ersten ferntelegraphischen Notruf ab.
- 1909: Eröffnung der weltweit ersten Jugendherberge in Altena.
- 1909: Vor dem Landgericht Trier wird der Mordfall Friedrich Ferdinand Mattonet verhandelt.

## Persönlichkeiten
- Franz Joseph I., Kaiser in Österreich-Ungarn

- Victoria, britische Königin
- Eduard VII., britischer König
- Wilhelm II., Deutscher Kaiser

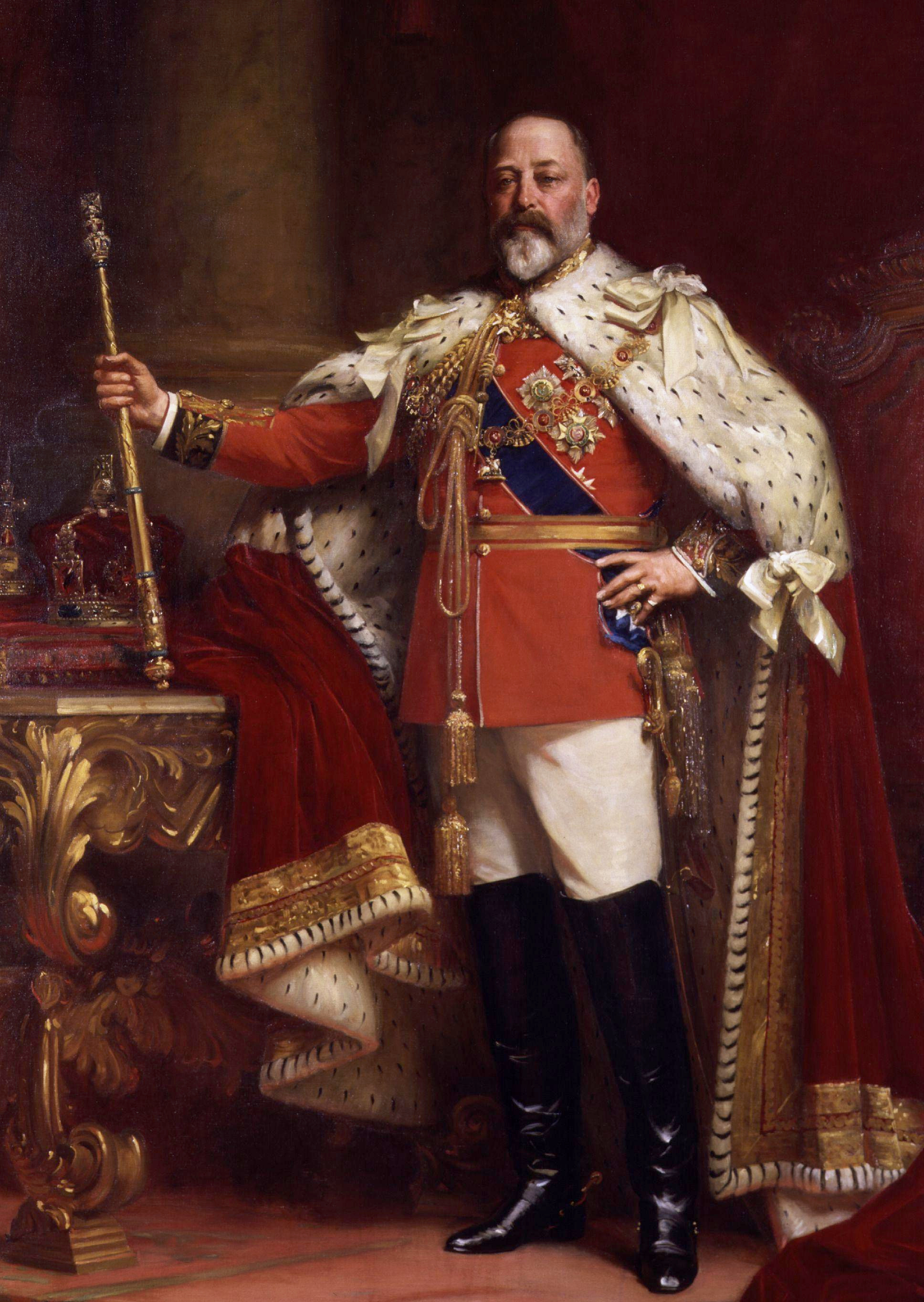
König Eduard VII. von Großbritannien (1841–1910)

- Bernhard von Bülow, deutscher Reichskanzler
- Meiji, Kaiser in Japan
- Cixi, Kaiserinwitwe von China
- Guangxu, Kaiser von China
- Nikolaus II., Kaiser (Zar) von Russland
- Émile Loubet, Präsident in Frankreich
- Carl Barks, Comicautor und -zeichner
- H. P. Lovecraft, Schriftsteller
- Enrico Caruso, Opernsänger
- Mata Hari, Tänzerin
- Friedrich Alfred Krupp, Industrieller und Politiker
- Wilhelm Liebknecht, Revolutionär
- William McKinley, Politiker und 25. Präsident der Vereinigten Staaten
- Theodore Roosevelt, Politiker und 26. Präsident der Vereinigten Staaten
- William Howard Taft, Politiker und 27. Präsident der Vereinigten Staaten
- Max Reinhardt, Theater- und Filmregisseur, Intendant, Theaterproduzent und Theatergründer
- Cecil Rhodes, Unternehmer und Politiker